# Nermin Zolotić
Nermin Zolotić (Sarajevo, 7 de julio de 1993) es un futbolista bosnio que juega en la demarcación de defensa para el F. C. Noah de la Liga Premier de Armenia.

## Selección nacional
Hizo su debut con la selección de fútbol de Bosnia y Herzegovina el 19 de noviembre de 2023 en un partido de clasificación para la Eurocopa 2024 contra Eslovaquia que finalizó con un resultado de 1-2 tras los goles de Róbert Boženík y Ľubomír Šatka para Eslovaquia, y un autogol de Patrik Hrošovský para Bosnia y Herzegovina.

## Clubes
| Club                                | País                 | Año       | Partidos | Goles |
| ----------------------------------- | -------------------- | --------- | -------- | ----- |
| F. K. Željezničar Sarajevo          | Bosnia y Herzegovina | 2011-2014 | 57       | 1     |
| K. A. A. Gante                      | Bélgica              | 2014-2015 | 4        | 0     |
| N. K. Istra 1961 (cedido)           | Croacia              | 2015      | 14       | 0     |
| F. K. Željezničar Sarajevo (cedido) | Bosnia y Herzegovina | 2016      | 10       | 0     |
| K. S. V. Roeselare                  | Bélgica              | 2016-2020 | 107      | 3     |
| Casa Pia A. C.                      | Portugal             | 2020-2025 | 141      | 3     |
| F. C. Noah                          | Armenia              | 2025-     | 14       | 1     |

## Palmarés

### Títulos nacionales
| Título                               | Club                       | País                 | Año  |
| ------------------------------------ | -------------------------- | -------------------- | ---- |
| Copa de Bosnia y Herzegovina         | F. K. Željezničar Sarajevo | Bosnia y Herzegovina | 2011 |
| Liga Premier de Bosnia y Herzegovina | F. K. Željezničar Sarajevo | Bosnia y Herzegovina | 2012 |
| Copa de Bosnia y Herzegovina         | F. K. Željezničar Sarajevo | Bosnia y Herzegovina | 2012 |
| Liga Premier de Bosnia y Herzegovina | F. K. Željezničar Sarajevo | Bosnia y Herzegovina | 2013 |
| Pro League                           | K. A. A. Gante             | Bélgica              | 2015 |
| Supercopa de Bélgica                 | K. A. A. Gante             | Bélgica              | 2015 |
| Liga Premier de Armenia              | F. C. Noah                 | Armenia              | 2025 |
| Copa de Armenia                      | F. C. Noah                 | Armenia              | 2025 |